# Palacio de Deportes de Santander

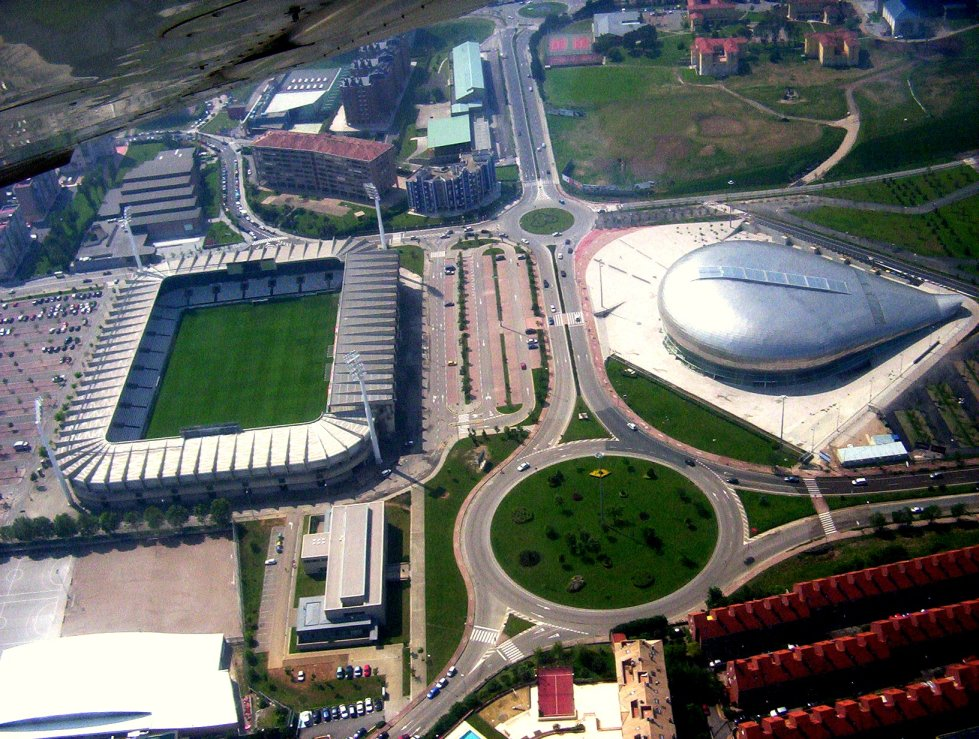
Vista aérea del Palacio de Deportes (a la derecha) y de los Campos de Sport de El Sardinero (a la izquierda).

El Palacio de Deportes de Santander está ubicado en el barrio de El Sardinero de la ciudad de Santander, en la comunidad autónoma de Cantabria (España).
El edificio es obra de los arquitectos Julián Franco y José Manuel Palao. Se inauguró el 31 de mayo de 2003. Se encuentra situado al lado de otras grandes infraestructuras culturales y deportivas como el Palacio de Exposiciones y Congresos de Santander y los Campos de Sport de El Sardinero (estadio de fútbol donde juega el Real Racing Club de Santander). Debido a su forma, es conocido popularmente como «la Ballena» o «el Mejillón».
El Palacio de Deportes es de diseño vanguardista y tiene una capacidad para albergar a 10 000 personas en grandes eventos (6000 asientos). En la actualidad juega sus partidos oficiales el primer equipo de Cantbasket 04 Santander de baloncesto en la Liga EBA. En él ha jugado los últimos años el Estela Cantabria (desde el 2008 hasta febrero de 2020; posteriormente se trasladó a Torrelavega), Lobos Cantabria (desde el 2004 hasta su desaparición en el 2009) y el club de balonmano Teka Cantabria (antes de su desaparición en el 2008, jugó sus últimos partidos oficiales en el Pabellón Exterior de La Albericia).
Además de albergar diversos acontecimientos deportivos, también es sede de numerosos conciertos organizados por el Ayuntamiento de Santander, entre otras actividades y celebraciones.
El edificio posee una estructura de hormigón y una cubierta metálica de 400 láminas de acero inoxidable de diferente tamaño. Aproximadamente un tercio de los graderíos, de planta circular, son retráctiles, mientras que el resto está formado por elementos prefabricados de hormigón unidos a vigas hormigonadas in situ.
Desde el 2003 ha acogido diferentes eventos deportivos nacionales e internacionales como la fase final de la Copa del Rey de balonmano (2023 y 2003), Mundial Junior de Bádminton de Santander (2022), la Supercopa de España de la Liga ASOBAL (2018), Torneo Internacional "Ruta Ñ" con la selección española de Baloncesto liderada por Pau Gasol (2015), sede oficial del circuito World Padel Tour (2017, 2019, 2021 y 2022), la Semana Bolística organizada por la Federación Española de Bolos, diferentes partidos amistosos de la selección española absoluta de Balonmano, Fútbol Sala y Baloncesto, sede del circuito Trial Indoor (2007 y 2008), espectáculos deportivos como los Harlem Globetrotters, entre otros. Además, también acoge desde 2022 el festival de ajedrez juvenil Robin Chess, uno de los que mayor número de participantes presenta a nivel europeo.
Desde su inauguración, el Palacio de Deportes ha acogido multitud de conciertos, destacando el de Bruce Springsteen en el año 2006. También ha sido sede de diferentes eventos organizados por el Banco Santander, El Diario Montañés, graduaciones de CESINE Business School, entre otros.
Justo al lado del mismo está situado el Parque Atlántico de las Llamas (de corte igualmente vanguardista), abierto al público desde el 11 de mayo del año 2007.
El Palacio de Deportes es uno de los centros deportivos más destacados de la ciudad de Santander, junto con el Complejo deportivo de la Albericia (Instituto Municipal de Deportes), Centro de Alto Rendimiento de Vela Príncipe Felipe, el Puerto deportivo de Puertochico, el Campo de Golf de Mataleñas y la Real Sociedad de Tenis de La Magdalena.
Además alberga el Museo del Deporte de Cantabria.

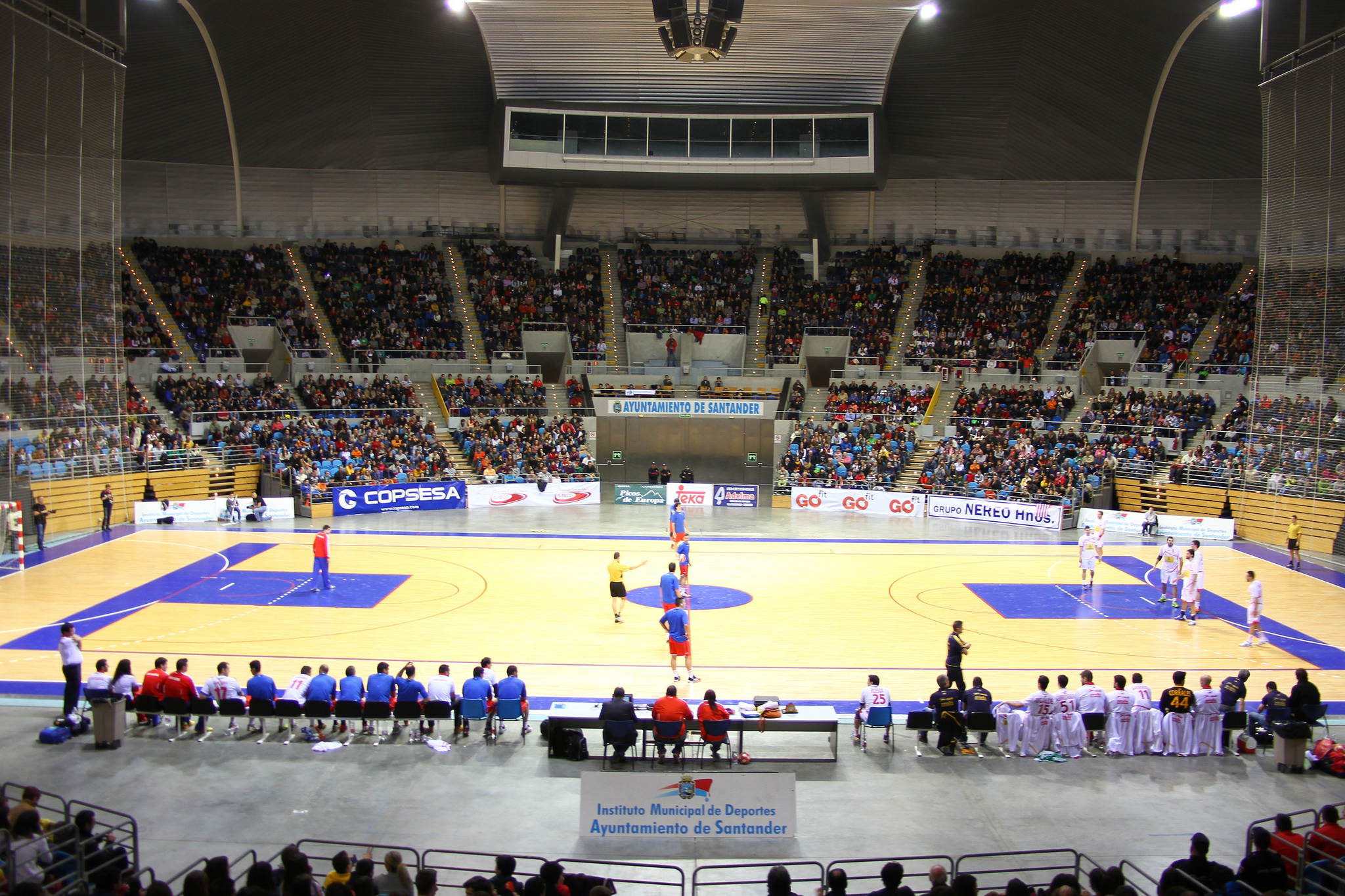
El Palacio de los Deportes se llenó para ver el España-Cantabria de balonmano en el año 2013.

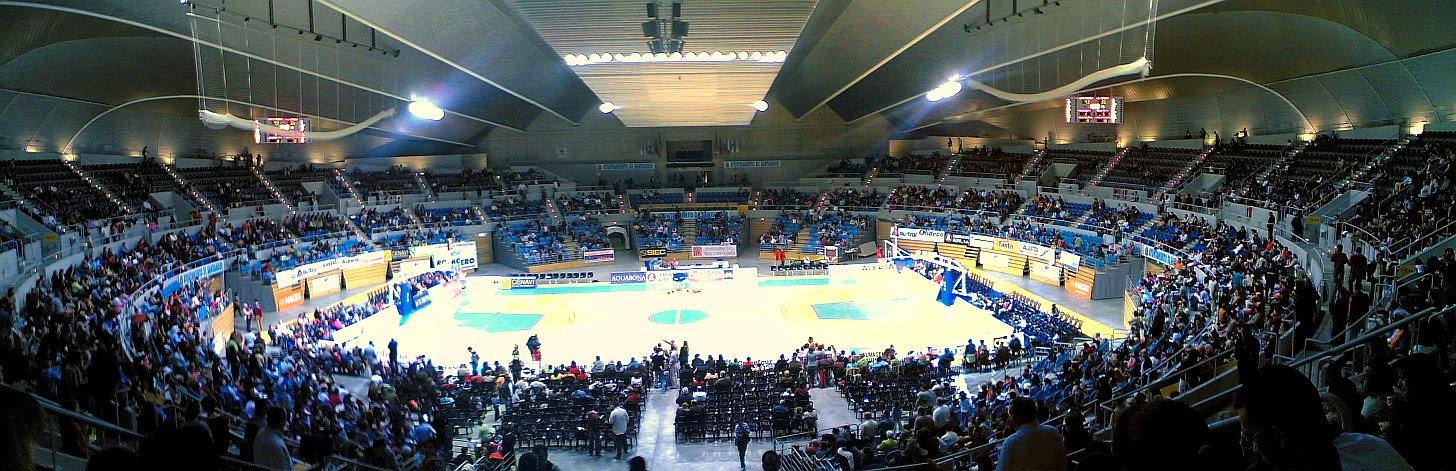
Interior del Palacio de Deportes. Partido de baloncesto entre el Cantabria Lobos y el C.B. Tarragona.